# Сеножатский, Юрий Александрович
Юрий Александрович Сеножатский (род. 16 января 1970, Шипиловичи, Минская область) — белорусский самбист, чемпион (2002), серебряный (1995, 2001) и бронзовый (1996, 1997, 1998, 2000, 2003, 2004) призёр чемпионатов Европы, серебряный (2000, 2003) и бронзовый (1996, 1997, 1999, 2002) призёр чемпионатов мира, мастер спорта Республики Беларусь международного класса.
Увлёкся самбо в 11 лет. Выступал в первой средней (до 82 кг) и второй средней (до 90 кг) весовых категориях. Почетный гражданин Любанского района. Является членом президиума Белорусской федерации дзюдо и председателем Минской областной федерации дзюдо. В Белоруссии с 2013 года проводится ежегодный республиканский турнир по самбо и дзюдо на призы Сеножатского.